# 난후구

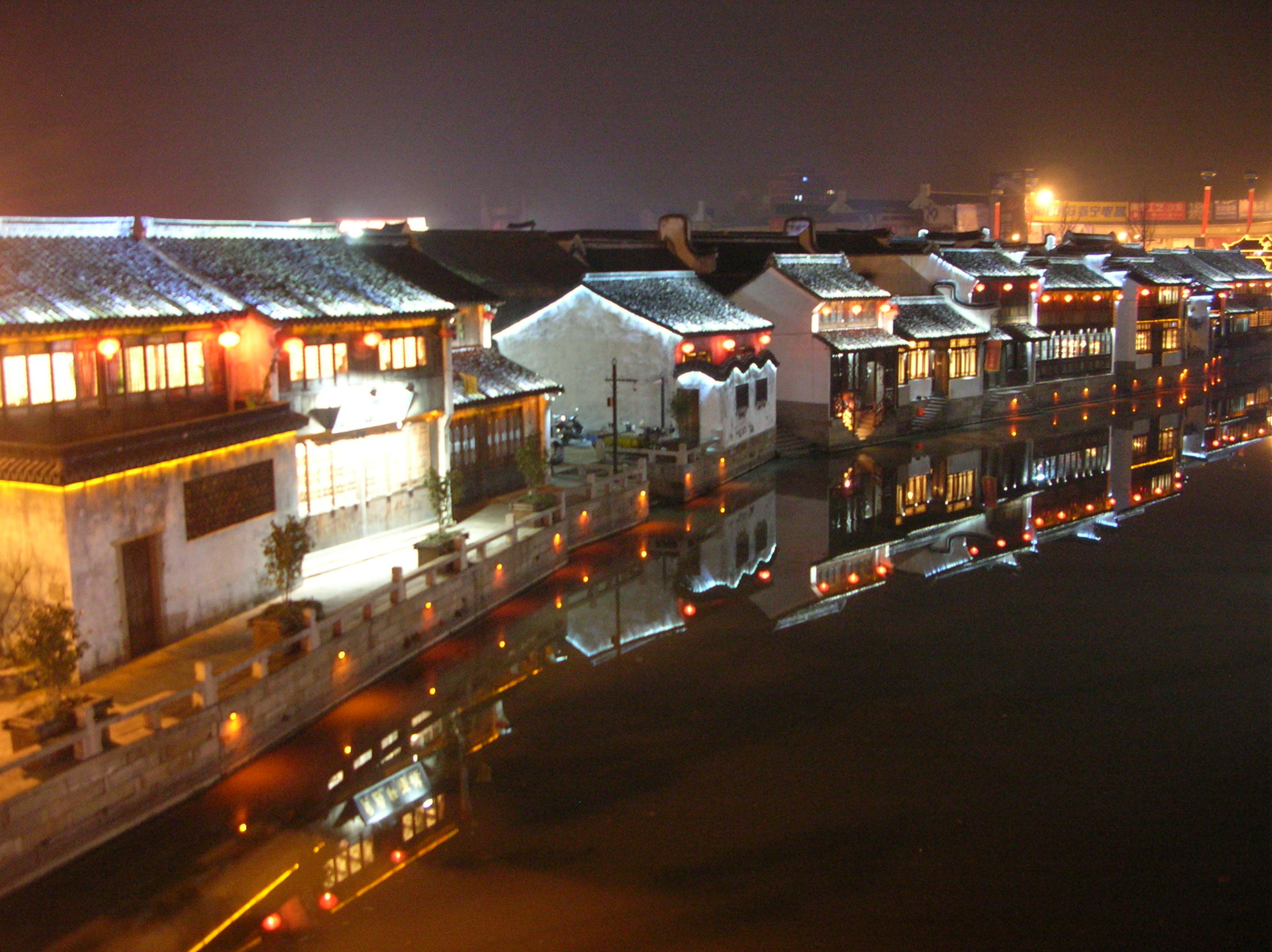

난후구(한국어: 남호구, 중국어: 南湖区, 병음: Nánhú Qū)는 중화인민공화국 저장성 자싱시의 현급 행정구역이다. 넓이는 426km2이고, 인구는 2007년 기준으로 470,000명이다.

## 행정 구역
7개 가도, 5개 진을 관할한다.
- 가도: 新嘉街道, 解放街道, 建设街道, 新兴街道, 南湖街道, 东栅街道, 城南街道.
- 진: 七星镇, 大桥镇, 凤桥镇, 余新镇, 新丰镇.

## 자매우호도시
- 대한민국 대구광역시 달성군(결연일: 2004년 4월17일)